# Шин, Фултон
Фултон Джон Шин (англ. Fulton John Sheen; 8 мая 1895[…], Эль-Пасо, Иллинойс — 9 декабря 1979[…], Нью-Йорк, Нью-Йорк) — американский католический епископ, меценат и благотворитель, успешный радио- и телепроповедник, один из зачинателей католического телевангелизма. 

## Биография

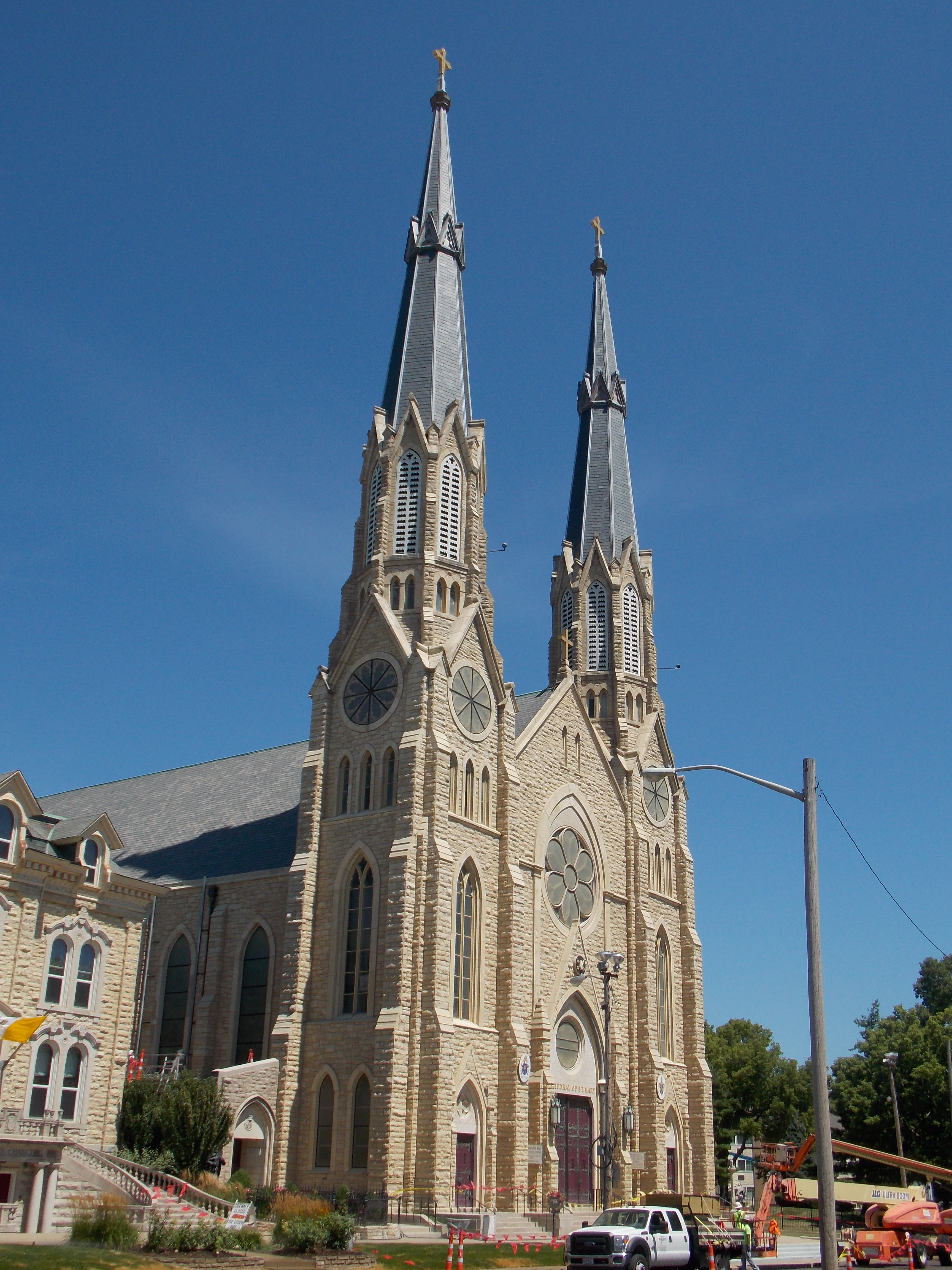
Внешний вид католического собора Непорочного Зачатия Девы Марии (англ.) в Пеории, штат Иллинойс, где начинал свою церковную службу алтарником и где был похоронен Фултон Шин.

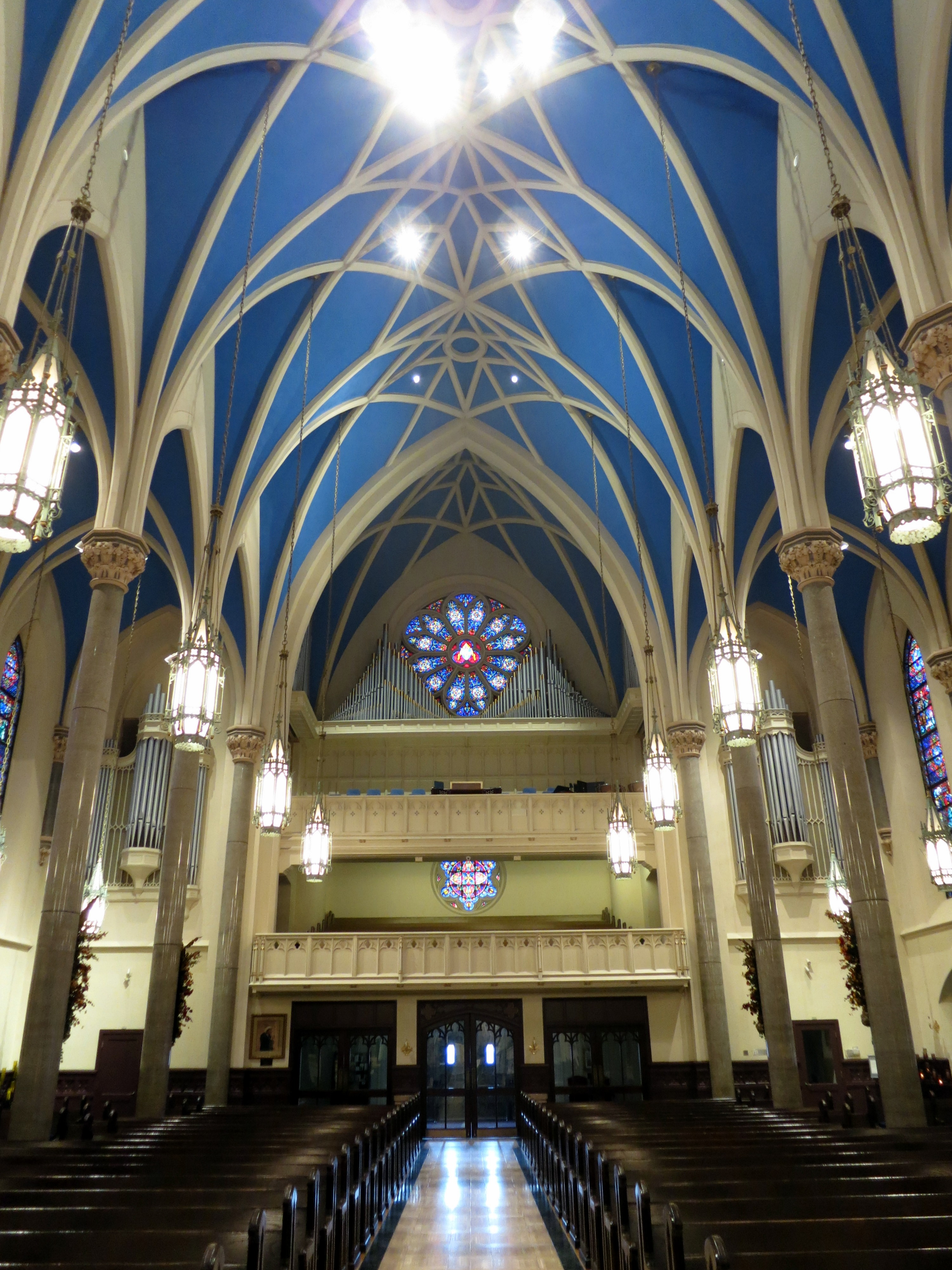
Интерьер собора Непорочного Зачатия Девы Марии (англ.) в Пеории, штат Иллинойс (вид от алтаря к хорам и органу над главным входом.

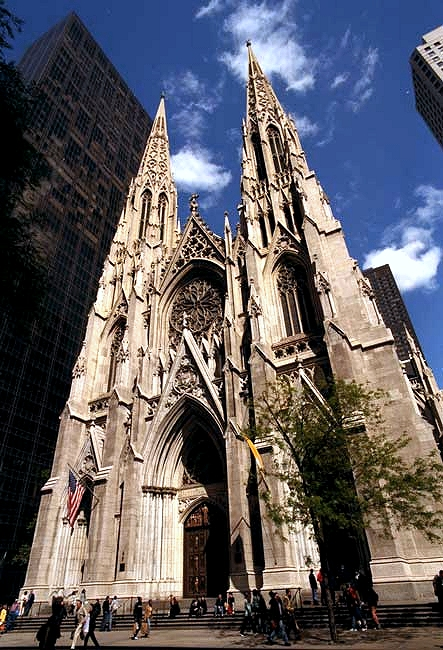
Вид католического кафедрального собора Святого Патрика в Нью-Йорке, где в качестве викарного епископа (суффрагана) Нью-Йоркской католической епархии нередко служил, и где первоначально был похоронен епископ Фултон Шин.

Питер Джон Шин (в дальнейшем он предпочитал, чтобы его называли более редким и запоминающимся именем Фултон Джей (англ. Fulton J.) родился в 1895 году в Эль-Пасо, штат Иллинойс в семье ирландских иммигрантов из региона Коннахт Ньютона Шина и Делии Шин, урождённой Фултон (в честь девичьей фамилии которой взял себе имя). Шин был старшим из четырёх сыновей, но рос слабым и болезненным, поэтому родители задумались о том, что ему, чтоб не остаться жить в бедности, возможно, следует посвятить себя церковной карьере. Когда Питер был еще ребёнком, семья переехала в соседний город Пеория, где он стал алтарником в католическом соборе Непорочного Зачатия Девы Марии (англ.).
Шин получил хорошее образование, последовательно закончив: среднюю школу, католический гуманитарный колледж, духовную семинарию и духовную академию (Католический университет Америки). Этого ему показалось мало, и, уже рукоположенный в 1919 году во священники, он отправился в Европу где учился в Католическом университете Лёвена в Бельгии (где был награждён премией за лучший религиозно-философский трактат), а затем в Папском университете Святого Фомы Аквинского в Риме, где в 1924 году защитил диссертацию доктора теологии.
После этого Шин вернулся в США, где стал преподавателем теологии в Католическом университете Америки, который он ранее окончил, и занимал эту должность в период с 1928 по 1951 год. Молодой и харизматичный преподаватель быстро завоевал популярность студентов. В 1930 году его пригласили на NBC (тогда — радиостанцию), чтобы вести ночную радиопрограмму «Католический час». Программа неожиданно стала пользоваться огромной популярностью. Еженедельно на адрес студии присылалось несколько тысяч писем с вопросами от слушателей. Продолжая преподавать в университете, Шин оставался ведущим «Католического часа» 20 лет (1930—1950).
В 1951 году Фултон Шин был хиротонисан во епископы и назначен викарным епископом (одним из) католической епархии Нью-Йорка. После этого оставил университет, а с радио перешёл на начавшее активно развиваться телевидение, где последовательно вёл католические передачи «Жизнь стоит того», чтобы жить" (1952—1957) и «Программа Фултона Шина» (1961—1968). В этот период удостоился премии «Эмми» в номинации «лучший телеведущий» и был изображён на одной из еженедельных обложек журнала «Time» (но не в номинации «человек года»).
Одно из наиболее запоминающихся телевизионных выступлений Шина состоялось в конце февраля 1953 года, когда он решительно осудил политику сталинизма, сделав это в весьма оригинальной манере. Епископ зачитал по телевидению длинный фрагмент трагедии Шекспира «Юлий Цезарь», заменив имена героев пьесы: Цезаря, Кассия, Марка Антония и Брута на Сталина, Берию, Маленкова и Вышинского соответственно. В конце эмоционального монолога епископ от души пожелал Сталину закончить также, как Цезарь. Через несколько дней после этого Сталин скончался, в результате чего многие американские католики уверовали в то, что в этом «чуде» свою роль сыграл епископ Шин.
За период работы на радио- и телевидении Шин собрал около 150 миллионов долларов пожертвований (в ценах того времени), которые перечислил благотворительным проектам в различных странах. Считается, что он отличался скромностью, несмотря на то, что имел доступ к огромным суммам, а кроме того сам зарабатывал очень много в качестве радио-, а в дальнейшем и телеведущего (но и эти деньги тратил на благотворительные проекты).
В 1966 году Шин стал католическим епископом Рочестера. Формально это было повышение, так как в Рочестере Шин стал правящим архиереем, однако, фактически из Нью-Йорка, в католической религиозной жизни которого он играл едва ли не ключевую роль, Шин вынужден был переместиться в город, расположенный на противоположном краю штата Нью-Йорк, что исключало для него возможность продолжать работу на телевидении.
В дальнейшем некоторые авторы предполагали, что причиной этого перемещения стал конфликт с главой католической епархии Нью-Йорка кардиналом Спеллманом, который, по некоторым данным, был нечистоплотен в финансовых вопросах, а по другим — просто недоволен тем, что Шин «перетягивает одеяло на себя», при этом полностью затмив своего кардинала.
Спустя три года, в 1969 году, Шин был почислен на покой по собственному желанию, и с тех пор именовался титулярным епископом Ньюпорта, что в Уэльсе, продолжив при этом проживать в США, что и ожидалось от титулярного епископа.
Он написал и опубликовал 73 книги (первую — в 1920 году, последние — уже будучи епископом на покое), не считая множества статей, в которых, однако ни словом не обмолвился о предполагаемом конфликте с кардиналом Спеллманом, лишь туманно сообщив о своих «испытаниях внутри церкви».
Шин скончался в 1979 году в возрасте 84 лет. В 2002 году был начат процесс его беатификации (причисления к лику блаженных). Шин похоронен в Пеории, в соборе Святой Марии, где он когда-то начал церковную службу алтарником, и куда его останки были перенесены в 2019 году по желанию семьи после многолетней судебной баталии с епархией Нью-Йорка, желавшей, чтобы Шин был похоронен в нью-йоркском кафедральном католическом соборе Святого Патрика.
В сознании нескольких поколений американцев Шин остался наиболее известным медийным католическим деятелем, харизматичным и доступным проповедником, чьи идеи едва ли не доминировали в католической среде Соединённых Штатов на протяжении нескольких десятилетий с начала 1930-х до середины 1970-х годов. Он также считается одним из первых и одним из наиболее успешных телеевангелистов, и человеком, в значительной степени сформировавшим представления нескольких поколений американцев о католичестве.
В 2020 году кандидатура монсеньора Фултона Шина была предложена Дональдом Трампом для включения в запланированный мемориальный комплекс «Национальный сад американских героев».